# Danerriget
Danerriget er en historisk romanserie af Josefine Ottesen, udgivet på Høst og Søns Forlag. Bind 1, Slægtens offer, udkom i 2009 og bind 2, I Vendernes vold, kom ud i 2012.
Romanserien starter i 1000-tallet og oprindelig havde Ottesen planlagt 3 bind, til og med 1200-tallet, med mulighed for at for at fortsætte serien op til i dag i 10 bind, men der er indtil nu kun udkommet 2 bind.

## Handling
Danerriget udfolder sig i omegnen af Svendborg, hvor Josefine Ottesen også bor og skriver. Der er ca. hundrede år mellem de to bind, og de hænger sammen, både ved at de foregår i samme område og at der er familiemæssige bånd mellem nogle af personerne.

### Slægtens offer
Året er 1094 og 13-årige Ragnhild har intet ønske om at følge de normer, samfundet opstiller for en ung, velstående pige. Ragnhild nægter at trolove sig med den brutale unge mand fra nabogården Bjørnemosegård, hendes familie har lovet hende bort til. Hun må dog hurtigt sande, at der ikke er nogen hjælp at hente. Slægten går forud for alt, og hun må føje sig - og så ellers bede til Jesus eller Frøj i håb om, at en af dem måske vil høre hendes bønner.

### I Vendernes vold
År 1168, Arkona. Thorbjørn har været træl i 6 år. Han sættes fri da Valdemar den Store og biskop Absalon angriber de hedenske vendere der bortførte Thorbjørn og mange andre. Da Arkona falder vender Thorbjørn tilbage til det sydfynske han kom fra, som Ragnhilds uægte oldebarn. Thorbjørn bliver stalddreng, hestetræner og væbner hos lensmanden Knud Prizlavsøn, og drømmer om at blive ridder.

## Temaer i bøgerne
Slægtens offer beskriver overgangen mellem hedensk religion og kristendom i Danmark, med udgangspunkt i en ung piges fortælling. Samtidig beskrives kvindernes situation, rettigheder og muligheder i det daværende samfund indgående. Bogen trækker helt bevidst tråde til nutidens aktuelle diskussioner om tvangsægteskaber og selvtægt.
I I Vendernes vold er det både magtforholdene i den ydre Østersø og det nære forhold mellem hest og rytter/ridder, der bliver taget under behandling. Desuden beskrives Vendernes religion og tilbedelse af guden Svantevit.
Den samlede romanserie, der var planlagt, var en samlende fortælling om hvilke fortællinger, der skaber et land. En slags dannelsesroman om Danmark.